# Roger Melingui
Melingui Roger, né le 21 janvier 1951 à Yaoundé dans la région du Centre est un homme politique camerounais, député de  la  10ème législature,. Il est membre du Rassemblement Démocratique du Peuple Camerounais (RDPC).

## Biographie

### Enfance, éducation et débuts
Originaire du département de la Mefou-et-Afamba dans la région du centre, Roger Melingui, est un économiste camerounais. Après avoir terminé ses études secondaires au Lycée Général Leclerc de Yaoundé, il obtient le Baccalauréat A4 en 1970. Il s'inscrit par la suite à la faculté de droit et sciences économiques de l'Université de Yaoundé, où il obtient une Licence en Sciences économiques en 1974.
À la suite de l'obtention de sa Licence, Melingui poursuit ses études supérieures à l'Institut des Études Politiques de Paris, dans le département économique et finance, ainsi qu'à l'ESSEC de Paris. Il obtient les diplômes de ces deux institutions en 1977.

## Carrière politique
Roger Melingui commence sa carrière professionnelle en 1977 à la Société Nationale d'Investissement (SNI) en tant que Fondé de pouvoir stagiaire. En 1978, il est promu au poste de Fondé de pouvoir. En 1981, il accède au poste de Directeur des Études au sein de la même société.
En août 1981, Melingui est nommé Directeur Général Adjoint de l'Office National de Commercialisation des Produits de Base (ONCPB). Le 15 mai 1984, il devient Directeur Général de l'ONCPB. En 1989, il se reconvertit dans le secteur des affaires et est nommé Ministre Délégué à l'Économie et aux Finances, chargé du Budget, fonction qu'il occupe du 21 juillet 1994 au 8 décembre 2004.

### Élection de Roger Melingui à la Présidence du Groupe Parlementaire RDPC
L'élection des membres du bureau de l'Assemblée nationale, qui s'est tenue le lundi 27 mars 2023, a abouti à la désignation de Roger Melingui ancien ministre de l’économie ,en tant que nouveau président du groupe parlementaire du Rassemblement Démocratique du Peuple Camerounais (RDPC). L'ancien ministre de l'Économie succède à Jean-Bernard Ndongo Essomba à ce poste  à la suite du décès de ce dernier. À 72 ans, Melingui devient ainsi le porte-parole des députés du parti au pouvoir.

## Activité extérieures

### Roger Melingui: Homme d'Affaires et Leader dans le Secteur de la Santé
Homme d'affaires , il occupe le poste de président de l'Association Professionnelle des Entreprises des Services et des Soins de Santé au Cameroun (APES). Expert en économie et en finances, Melingui  est un investisseur dans le domaine de la santé au Cameroun.et également le fondateur du Groupe Médical Saint Hilaire, une institution sanitaire située dans le quartier Bastos à Yaoundé.

### Roger Melingui: Coordonnateur du Réseau Parlementaire pour la Promotion de l'Entrepreneuriat Privé
Roger Melingui, en tant que coordonnateur du réseau parlementaire pour la promotion de l'entrepreneuriat privé, joue un rôle  parmi les 21 réseaux parlementaires de l'Assemblée nationale.